# チノヒルズ (カリフォルニア州)
チノヒルズ（Chino Hills）は、アメリカ合衆国カリフォルニア州のサンバーナーディーノ郡にある都市。人口は7万8411人（2020年）。郡の南西角にありロサンゼルス郡、オレンジ郡、リバーサイド郡と接している。

## 概要
市名が示す通り起伏のある丘陵地であるため、古くは牧場が広がる農業地域だった。1980年から2000年にかけて集中的に開発され住宅地が造成された。法人化したのは1991年である。その後も人口増加は継続している。2020年アメリカ合衆国国勢調査によればチノヒルズの人口の4割はアジア系である。

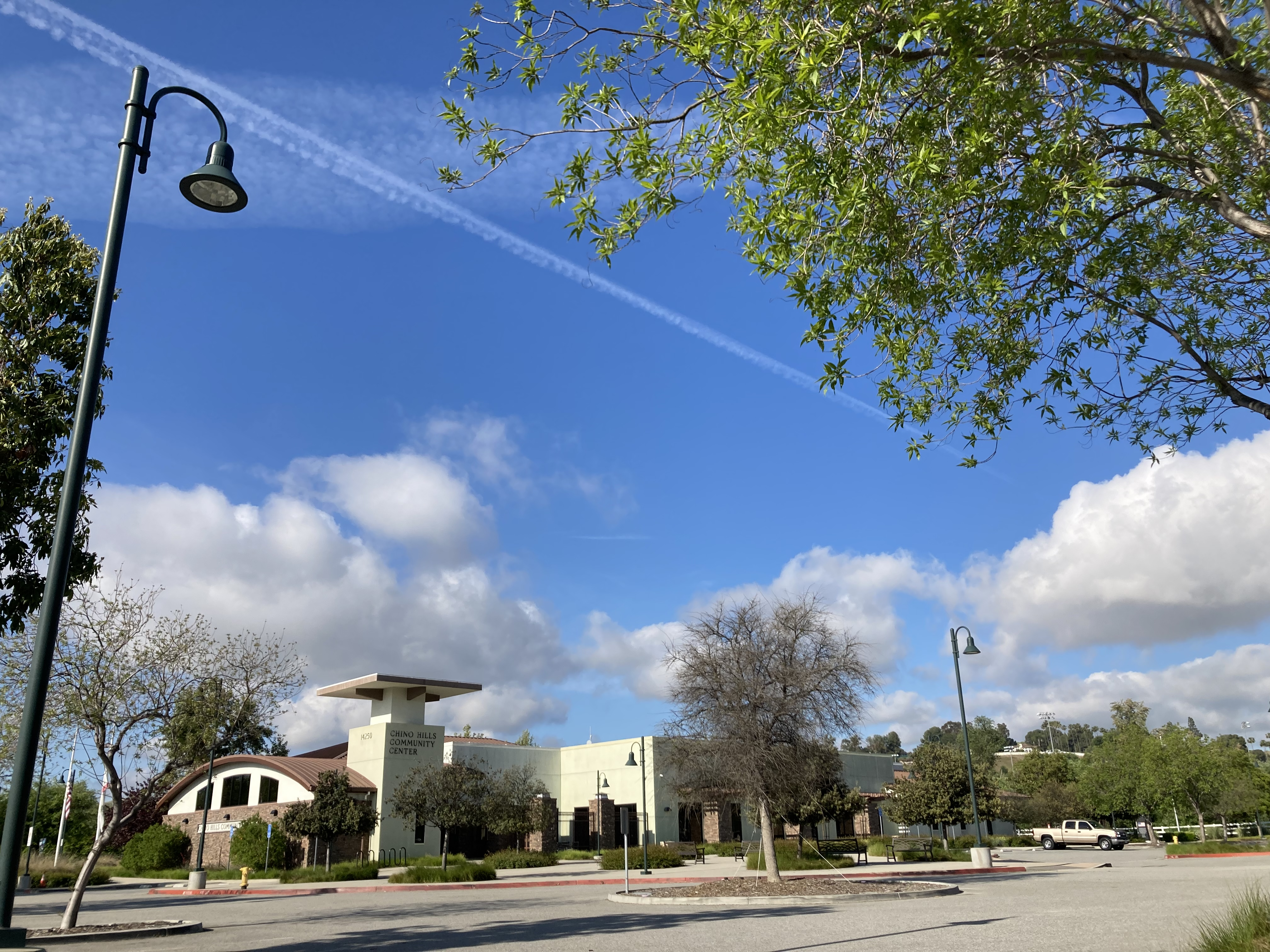
コミュニティーセンター